# 다나베성 (와카야마현)

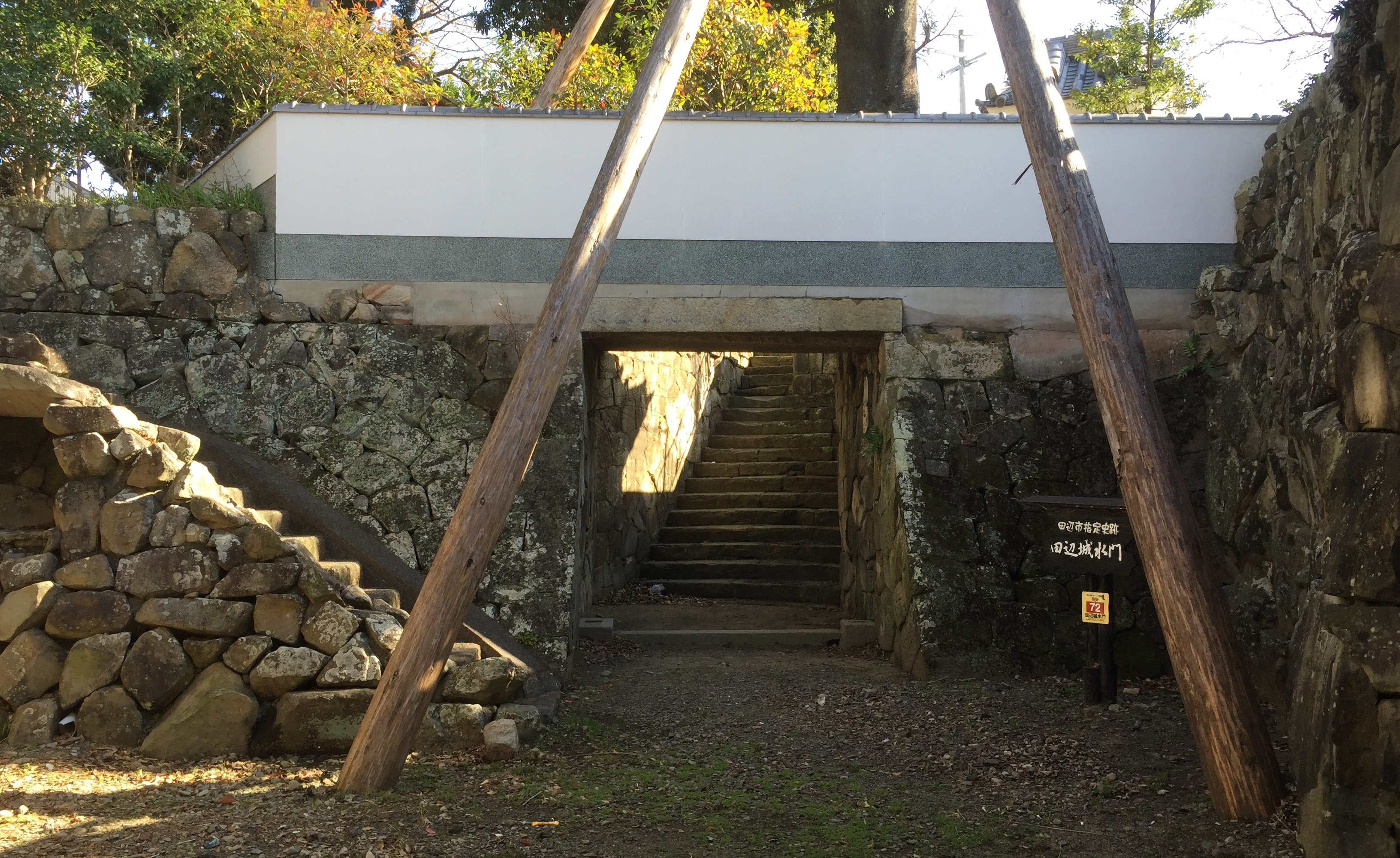

다나베성(일본어: 田辺城 다나베조[*])은 와카야마현 다나베시에 있는 평성이다. 이명으로는 긴스이 성(錦水城), 미나토무라 성(湊村城), 미나토 성(湊城) 등이 있다. 현재 다나베 시가의 남서쪽에 위치해 있고, 아이즈 강의 하구 왼쪽 강변과 바다에 인접해 있다.

## 역사
에도 시대
1605년 스사키 성이 파도에 의해 도파되어 1606년 아사노 가문의 가신 아사노 도모치카가 미나토 성을 축성한다. 1615년의 일국일성령(一国一城令) 후, 개축해 진야로 삼았고, 1619년까지 아사노 도모치카가 성주였다. 당시 성을 정비했다고는 하지만,《다나베 정 대장》에 따르면, 같은 해에 기슈 도쿠가와 가문이 전봉되어 가신 안도 나오쓰구가 3만석을 배령받아 다나베에 들어왔을 때, 성이 없어 옛집에서 묵었다고 한다. 이는 그전부터 성의 개축이 계속되었기 때문이다. 이후 메이지 유신까지 안도 가문이 성주로 있으면서 성을 확장 개축하여 다나베 성으로 삼았으며 기슈 도쿠가와 가문으로부터 고쿠타카 3만 8천여 석을 받았다.
1791년 오시마 가시노우라(현 히가시무로군 구시모토정, 기이 오시마 섬 가시노자키)에 미국적의 배가 내항하고 나서 연안경비 강화를 위해 다나베 성도 대규모 확장공사가 시작된다.《다나베 연혁 소사기사본말》에서는 1831년 성의 보수 때, 이제까지 대나무로 짠 목채을 둘렀던 성채 위를 잡목으로 대체하고 총안을 뚤었다라는 기록이 있다. 1863년 성이 이국선으로부터 공격받을 것을 우려해 시모마로(현 다나베 시 시모마로)에 성을 이축할 계획을 세워 연말에 착공을 하지만, 다음해로의 공기연장 통보로 그만두었다. 1868년 안도 가문 16대 성주 안도 나오히로 때에 기슈번에서 독립된 기이 다나베 번으로 입번했지만, 1869년 다시 기슈 번에 환속된다.
메이지 시대 이후
1871년(메이지 4년) 폐번치현과 동시에 성은 매각되어 파각되었다. 성터에는 민가가 들어섰고, 긴스이 정(錦水町)이라는 지명으로 불리고 있다. 이 때문에 현재 성터의 석벽 대부분은 민가의 초석으로 존재해있으며 아이즈 강변에 수문이 남아있다.

## 구조
1869년(메이지 2년) 다나베 성 지도와《다나베 요사》에 따르면 혼마루에는 어전 및 대면소 등 수십채가 있었고, 니노마루에는 가로와 번의 정무를 보던 봉행 등의 대기소 등이 있었다. 남쪽의 니노마루와의 사이에는 창고가 있고, 성문은 동향으로 길이는 8간(10.9m)의 누문(樓門)이며, 니노마루에 후문을, 아이즈 강변에 수문을 두었다.

## 관광
교통
- JR 서일본 기이 다나베 역에서 하차, 도보로 15분소요.

주변 문화시설 및 관광명소
- 덴진자키 - 곶
- 고잔지
- 미나카타 구마구스 저택

## 같이 보기
- 아사노 도모치카
- 안도 나오히로
- 기이 다나베 번